# 雪野街道
雪野街道，原为雪野镇，是中华人民共和国山东省济南市莱芜区下辖的一个乡镇级行政单位。 境内有雪野湖，中国国际航空体育节在此舉辦。2020年8月，撤镇设街道，现区划代码为370116008。

## 行政区划
雪野街道下辖以下地区：
上游村、东下游村、东峪村、岭东村、石泉村、东站村、西下游村、西峪河南村、西峪河北村、花峪村、小楼村、西站里村、南栾宫村、东栾宫村、北栾宫村、吕祖泉村、鲁地村、娘娘庙村、大厂村、双泉峪村、胡茤萝村、蜂窝村、雪野村、罗圈村、邢家峪村、冬暖村、东抬头村、西抬头村、南圈村、南双王村、北双王村、南白座村、北白座村、鹿野村、安子湾村、富家庄村、胡家庄村、红哨子村、王老村、官正村、房干村、黑山村、马家峪村、李家庄村、青合圈村、毛家林村、望米台村、学山村、酉坡村和狂山村。